# الف آندروود
آلفرد "الف" آندروود (به انگلیسی: Alfred "Alf" Underwood) (زادهٔ ۱۸۶۹ - درگذشته ۸ اکتبر ۱۹۲۸) بازیکن فوتبال اهل کشور انگلستان که سابقهٔ بازی در تیم ملی فوتبال انگلستان را در کارنامهٔ خود دارد. وی در تاریخ ۷ مارس ۱۸۹۱ نخستین بازی ملی خود را در مقابل تیم ملی فوتبال ایرلند انجام داد و با حضور در ۲ بازی ملی، در تاریخ ۵ مارس ۱۸۹۲ واپسین بازی ملی‌اش را در برابر تیم ملی فوتبال ایرلند برگزار کرد.